# Neocortex
De neocortex (Grieks: νέος, néos=nieuw, Latijn: cortex=schors) is een deel van de hersenen dat bij zoogdieren voorkomt. Het bestaat uit de bovenste laag (2-4 mm dik) van de twee hersenhelften. De neocortex maakt deel uit van de cortex cerebri en is betrokken bij de hogere functies, zoals zintuigelijke waarneming, bewuste bewegingen en (bij mensen) redeneren, abstract denken en taal. De grijze stof bestaat uit cellichamen van neuronen en gliacellen, de witte stof uit zenuwuitlopers of axonen die met een myelinelaag zijn bedekt.
Evolutionair gezien is de neocortex, overeenkomstig zijn naam, het nieuwste deel van de cortex cerebri en wordt daarom ook wel het mensenbrein genoemd, bovenop het eerder ontstane zoogdierenbrein (in lymbisch systeem) en reptielenbrein (in hersenstam).

## Opbouw
De neocortex bestaat uit zes verschillende lagen. Van buiten naar binnen:
- Moleculaire laag          (I)   (lamina molecularis)         (bevat gliacellen)
- Buitenste korrellaag      (II)  (lamina granularis externa)  (bevat korrel- en stercellen)
- Buitenste piramidelaag    (III) (lamina pyramidalis externa) (bevat piramidecellen)
- Binnenste korrellaag      (IV)  (lamina granularis interna)
- Binnenste piramidelaag    (V)   (lamina pyramidalis interna) (bevat grote piramidecellen)
- Spoelvormige laag         (VI)  (lamina fusiformis)

Er zijn geen daadwerkelijke grenzen tussen de lagen. De  piramidecellen (de meerderheid van de neuronen) overspannen minstens drie lagen, en in veel gevallen alle lagen. Piramidecellen zenden lange uitlopers (axonen) naar het ruggenmerg of naar andere corticale gebieden en hebben een outputfunctie. Korrelcellen hebben vooral een lokale functie. In de primaire motorische schors is laag IV praktisch afwezig en laag V sterk ontwikkeld. Daarom wordt de motorische schors ook wel agranulaire schors genoemd. Daarentegen zijn bijvoorbeeld in de primaire somatosensibele schors en primaire visuele schors de korrellaag IV sterk en laag V minder sterk ontwikkeld. Laag IV bevat hier veel afferente projecties.
Naast een horizontale structuur kent de neocortex ook een verticale structuur. Men spreekt hier ook wel van corticale kolommen. Deze lopen door alle schorslagen heen en vormen een functionele eenheid. In deze kolommen lopen parallelle bundels piramidecellen waarvan de apicale (top) dendrieten gericht zijn naar het schorsoppervlak. 